# كلو نويل
كلو نويل (بالإنجليزية: Chloe Noelle)‏ هي ممثلة أمريكية، ولدت في 10 سبتمبر 2002 في لوس أنجلوس في الولايات المتحدة.

## وصلات خارجية
- الموقع الرسمي
- كلو نويل على موقع IMDb (الإنجليزية)
- كلو نويل على موقع قاعدة بيانات الفيلم (الإنجليزية)